# Over the Hills and Far Away (албум на „Найтуиш“)
Over the Hills and Far Away е името на EP на финландската метъл група „Найтуиш“ от 2001 г. издаден от Spinefarm Records и Drakkar Records.
Издаден е в САЩ през 2004 г. от лейбъла Century Media Records.

## Песни

### Студийни записи
- 1. Over The Hills And Far Away (кавър на Гари Мур)
- 2. 10th Man Down
- 3. Away
- 4. Astral Romance (нова версия на песента от Angels Fall First)

### Концертни записи
Записи от концерта на групата в Тампере, Финландия на 29 декември 2000;
- 5. The Kinslayer
- 6. She Is My Sin
- 7. Sacrament Of Wilderness
- 8. Walking In The Air
- 9. Beauty and the Beast
- 10. Wishmaster

## Гост-музиканти
- Тони Како – вокали в „Astral Romance“ и „Beauty and the Beast“; беквокали в „Over The Hills And Far Away“